# Michalské náměstí
Michalské náměstí v Ostravě-Michálkovicích se nachází jižně od areálu národní kulturní památky Dolu Michal / Petr Cingr. Má rozlohu bezmála 5,4 ha. Náměstí rozděluje silnice na dvě části. Část první - dopravní obsluhy – je využívána jako konečná stanice a točna trolejbusů a zastávka autobusů (cca 1,4 ha), součástí je svahová úprava cca 0,4 ha. Část druhá - parková - má rozlohu 4 ha. Celá plocha náměstí se nachází na bývalém odvalu hlušiny – haldě Dolu Michal.

## Michalské náměstí
Důl Michal byl prohlášen národní kulturní památkou 16. srpna 1995. V roce 1998 vyhlásil ochranné pásmo národní kulturní památky Důl Michal Magistrát města Ostravy – oddělení památkové péče, ve kterém je mimo jiné začleněn park Michalského náměstí. Vstupu do parkové části dominuje socha sociálního demokrata, politika a obhájce práv havířů Petra Cingra.

## Historický vývoj Michalského náměstí
Důl Michal se nacházel na ostrohu, jehož jižní svah byl součástí údolí, tj. mezi katolickým kostelem a šachtou Michal, které se táhlo západním směrem až do Slezské Ostravy.
V létech 1912 až 1914 byla jáma Michal přestavěna podle projektu architekta Františka Fialy. Nová koncepce výstavby šachty zahrnovala mimo jiné nové budovy řetízkové šatny a administrativní budovy s cechovnou, které uzavíraly nově vznikající areál šachty. Rozšířením areálu se zvětšila plocha zástavby a tehdejší okresní silnice (zřízená v roce 1908) musela být vedena jižně mimo tento areál. V pamětní knize městyse Michálkovic se uvádí: „… Něco málo sypalo se již v roce 1913, když okresní silnice vedená v přímce od četnické stanice k hostinci Davidovu musela vybočiti směrem jižním, aby získalo se místo pro zamýšlenou přestavbu závodu Michal.“ Odval z vytěžené hlušiny byl sypán už dříve, nejen aby na jeho povrchu vedl přeložený úsek okresní silnice Slezská Ostrava – Petřvald, ale také pro svršek nově budované kolejové úzkorozchodné dráhy, která byla uvedena do provozu 2. září 1912.
Údolí mezi dolem Michal a římskokatolickým kostelem Nanebevzetí Panny Marie se začalo intenzivně sypat vytěženou hlušinou v roce 1915. Na přilehlém jižním svahu byly postaveny výklopníky a betonové zásobníky na kámen. Z dolu Michal byl postaven most pro důlní vozíky, které plnily zásobníky. Do prostoru údolí se sypal vytěžený kámen (hlušina), později byl rozvážen pomocí důlních vozíků taženými koňmi, pak lokomotivou. Pod hromadami jaloviny byly pohřbeny dvě chalupy, Davidův rybník a rozsáhlé mokřady táhnoucí se od rybníka Vaclikůvka až pod lékárnu. V roce 1920 bylo ukončeno sypání haldy a její povrch byl vyrovnán do úrovně okresní silnice a římskokatolického kostela. 6. a 13. července téhož roku se na vzniklé ploše konal Sokolský slet Moravskoslezské župy.
V následujících letech (1924) byla u severozápadního rohu hřbitova dosypána hlušina až do výše dvou metrů.
Urovnaná plocha byla využívána jako fotbalové hřiště a jako plocha pro pořádání jarmarků a odpustů. K desátému výročí vzniku Československé republiky povstal pokus založit na haldě sad, který měl být počátkem nového parku. Z Pamětní knihy městyse Michálkovic se dovídáme, že byly vykopány důlky, vysypané zeminou, ale majitel pozemku Severní dráha Ferdinandova nevydala povolení k založení sadu: „… a tak pamětní kámen, který tam měl býti položen, umístěn před budovu měšťanské školy a stromy vysázeny podél farské zahrady a hřbitova, kde krutou zimou vzaly za své.“ Zárodek zkrášlování obce lze postřehnout v roce 1932, kdy byla v okolí římskokatolického kostela a fary navezena hlína a vysázeno 50 třešní, 20 akátů, dále ozdobné keře a květiny. Celková plocha haldy i se svahy měla rozlohu cca 5 ha a byla zdrojem prachu.
V období druhé světové války v roce 1941 od byl stávající most prodloužen. Nová dřevěná konstrukce mostu procházela přes plochu haldy západním směrem a hlušinou se dosypával zbytek údolí ve směru za dnešním obchodem se stavebninami. Vznikla plocha o výměře cca 1,9 ha a další část haldy zasahuje do katastru Slezské Ostravy.
V padesátých letech byla tramvajová trať zrušena (1952) a v blízkosti závodu Michal byla vybudována točna pro trolejbusy, které od 6. prosince 1953 zabezpečily spojení Michálkovic se Slezskou Ostravou a později i s Moravskou Ostravou. Původní vozovna pro tramvajové vozy stála až do sedmdesátých let 20. století v místech dnešní travnaté plochy před obchodem Žabka. V druhé části prostranství haldy je v roce 1950 založen park s dětským hřištěm. Starý původní název Na haldě se mění na Sad přátelství, později přejmenován na Bezručovo náměstí.
Na dobových snímcích je patrné, že halda nebyla osázená zelení ani na ní nerostly náletové dřeviny. Tato vytěžena hlušina není vhodná pro růst vegetace. Její přeměna na půdní substrát trvá velmi dlouho a není dobrým podkladem pro výsadbu. Navíc v dřívějších dobách nevhodným ukládáním kamene a vlivem vyššího podílu kousků uhlí docházelo k samovznícení uhelných odvalů (halda Ema 1964). Takovéto haldy se stávaly zdrojem nejen prachu, ale i zdrojem nebezpečných plynů, které zhoršovaly ovzduší. V 50. letech 20. století se mění koncepce ukládání odvalů, a také začíná řízená rekultivace – řízené zalesňování. Výzkumný ústav meliorací Praha, pracoviště Ostrava, zahájil pokusnou výsadbu dřevin v Ostravě. Využil především známých náletových dřevin jako je bříza, topol, vrba, ale i jiné stromy jako je lípa a javor a keře. Rostliny byly vysazovány do jam s různým množstvím humusu a sledovala se schopnost zakořenění a rychlost růstu. Výsadba probíhala na peterské haldě, která patřila Dolu Petr Cingr, ale nachází se na katastrálním území Slezské Ostravy. Poznatky výzkumu pak byly uplatněny i na osázení haldy v Michálkovicích.
V roce 1960 dochází k výstavbě nového železničního podjezdu Báňské dráhy a vybudování nové silnice. Hranou haldy byl proveden zářez a dosypání svažující se vozovky do úrovně křižovatky silnic Michálkovice, Rychvald, Petřvald. Význam původní okresní silnice zanikl a hlavní tepnou se stávala nová silnice, která odděluje trolejbusovou točnu s částí zeleně od parku s dětským hřištěm.
O další úpravě parku informovaly noviny Cingrovák v roce 1962. V akci „Z“ měla být nevyhovující plocha 1,5 ha rekonstruována. Měla být zde vystavena prostranství s kašnou a lavičkami, dětské hřiště, kolotoč, houpačky a také postaven bazén. V parku měly být záhony různých květin, ozdobné keře a četné červené borovice. Kašna ani bazén zde nebyl vybudován.
Poslední úpravou prošel park Michalského náměstí v letech 2006–2007. Rozsáhlá rekonstrukce se týkala stavebních úprav chodníků na ploše o výměře cca 2,2 ha. Starý asfaltový povrch z padesátých let byl nahrazen zatravňovacími plastovými tvárnicemi. Chodníky byly rozšířeny a některé uzpůsobeny jako cyklostezky nebo dráhy pro in-line bruslení, jejich povrch je kombinovaný – betonová dlažba a asfaltový povrch. Taktéž byla provedena vodící linie pro slabozraké chodce, ukončení chodníků do ulic varovnými pásy z reliéfních tvárnic atd.
V jihozápadní části byla rozšířena plocha pro umístění dětského mobiliáře – dřevěný hrad se skluzavkou a dětské houpačky. V celém areálu parku byly odstraněny staré lavičky a nahrazeny novými dřevěnými s kovovými bočnicemi. Stejným mobiliářem (lavičkami a odpadkovými koši) pak bylo vybaveno prostranství kolem trolejbusové točny. Oprava se dotýkala celkové zpevněné plochy 2450 m² v celkové hodnotě 3 750 000 Kč.
Vzhledem k podmínkám podloží, na kterém se park nachází, jsou zde původní vysázené dřeviny především lípa srdčitá, javor klen a bříza bělokorá. Vyskytují se zde ojediněle i borovice, smrk omorika i dub letní. V době rekonstrukce byly dosazovány okrasné dřeviny jako jinan dvoulaločný, katalpa a javor.

## Významné body
V parku a okolí se nacházejí významné památníky, kostely a hřbitov.

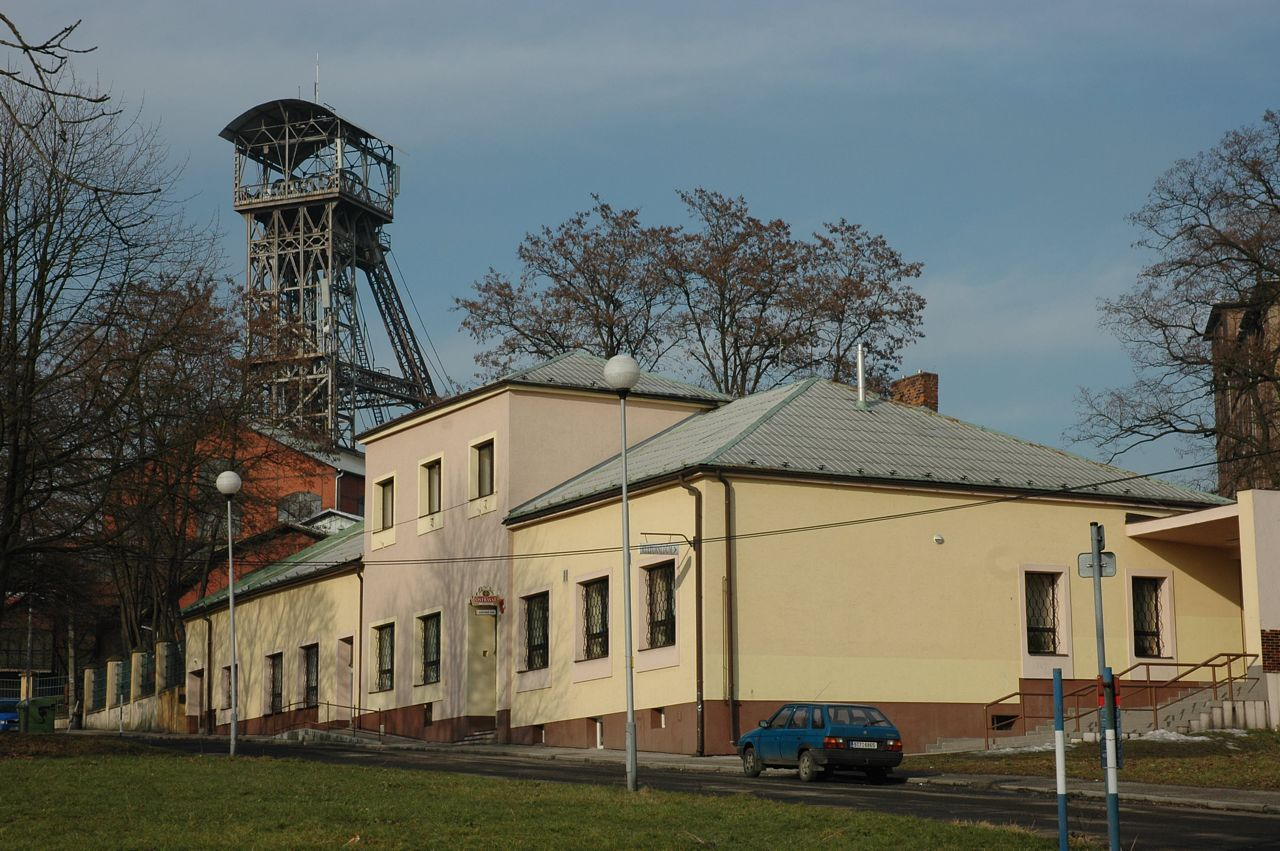
Kulturní dům

Severní část náměstí uzavírají spojené budovy národní kulturní památky Dolu Michal, budova kulturního domu (bývalý hostinec Engel) a vila Hermína. Za kulturním domem vede část původní silnice do podjezdu tělesa Báňské dráhy.
V blízkosti zastávek hromadné dopravy je památník 182 obětí okupace a druhé světové války od kamenosochaře Miroslava Neboráka z Rychvaldu. Tento památník byl odhalen v roce 1995. V rohové části budovy Dolu Michal je sousoší „Zabraňte válkám“ od sochaře Antonína Ivanského, odhalené v roce 1960 k 15. výročí druhé světové války..
Na vstupu do parku stojí pískovcová socha Petra Cingra v nadživotní velikosti, autorem je kolektiv pod vedením Karla Hořínka, vztyčen v roce 1986.
Do parku byl v srpnu 2010 přemístěn z původního stanoviště v kolonii U Pumpy památník 17 obětem bombardování, které postihlo Michálkovice 25. února 1945. Tento památník byl na původním místě (Pavelské ulici) odhalen u příležitosti 20. výročí této události v roce 1960.
Před římskokatolickým kostelem stojí od 24. září 1922 památník obětem první světové války, dílo slezskoostravské kamenické dílny Gruntorád. Pomník odhalil spisovatel František Sokol-Tůma. Je na něm uvedeno 56 jmen padlých a 20 jmen nezvěstných občanů Michálkovic.
Na jižním okraji Michalského náměstí stojí stavby (kostely) tří církví:

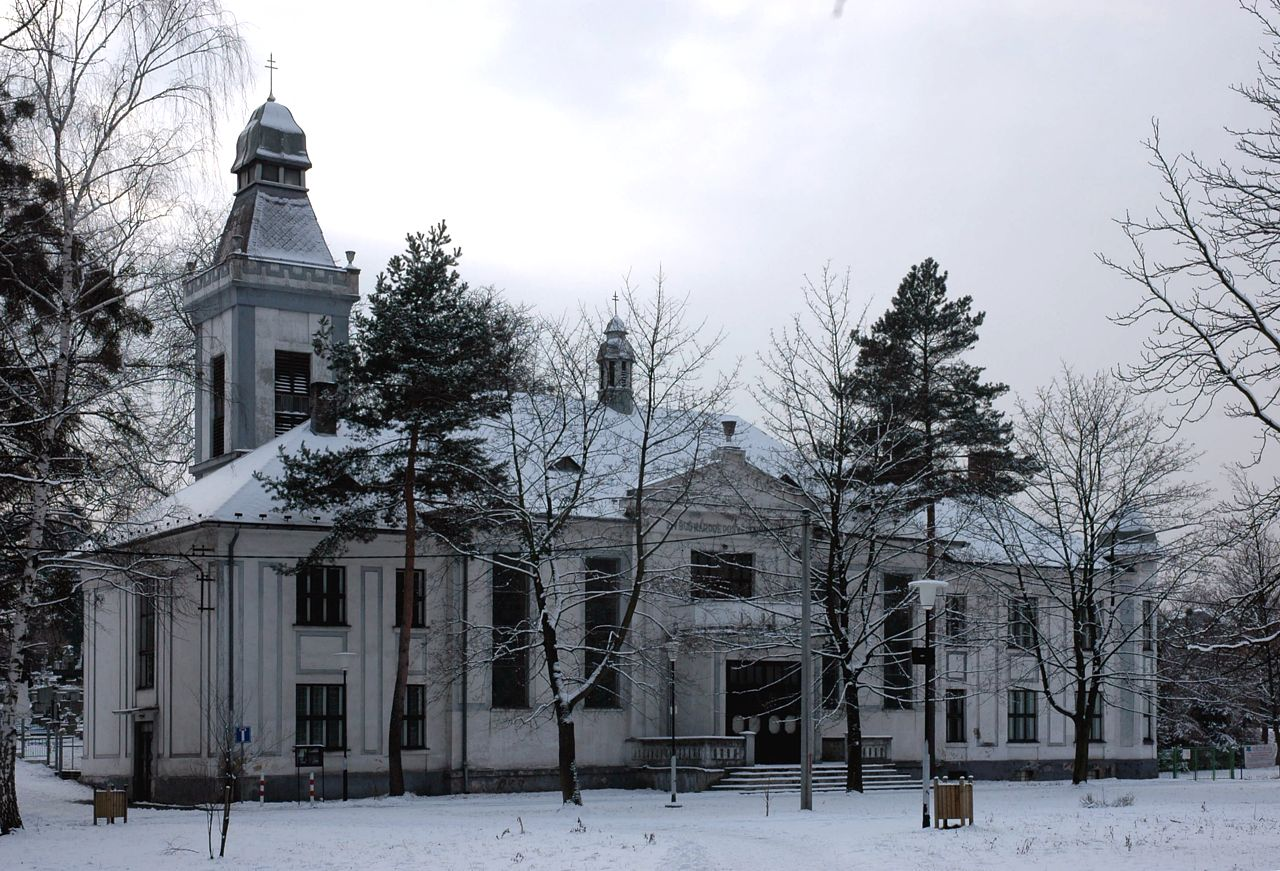
Husův sbor

- Husův sbor Husův sbor Církve československé husitské (1924–1927),
- Římskokatolický kostel Nanebevzetí Panny Marie Církve římskokatolické (1901–1903).

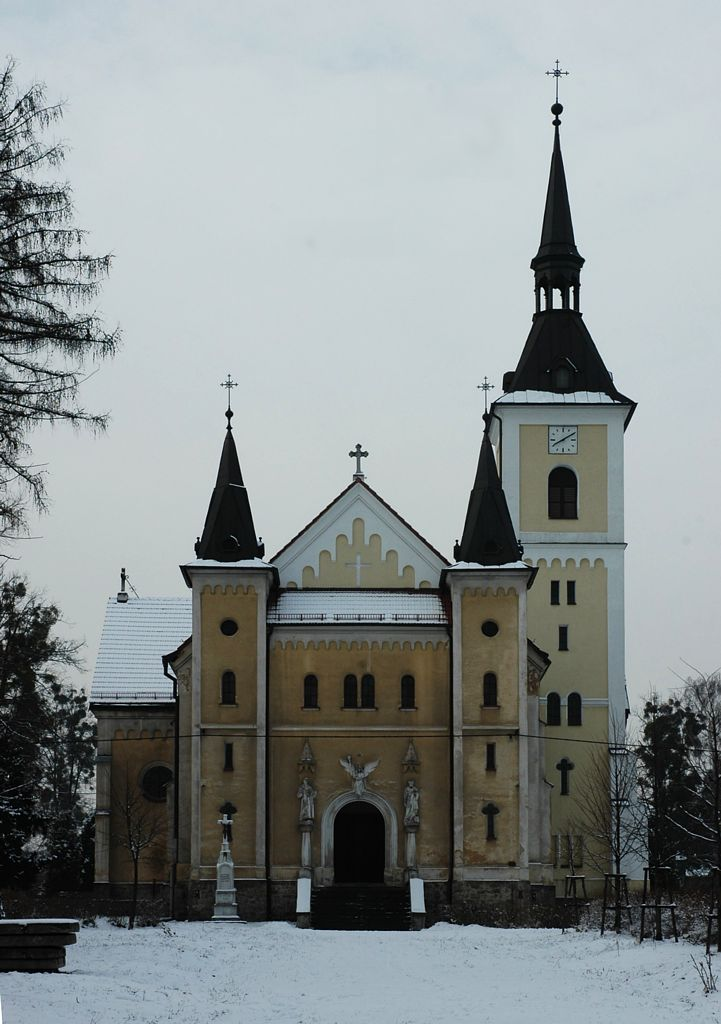
Římskokatolický kostel Nanebevzetí Panny Marie

- Chrám narození přesvaté Bohorodice Církve pravoslavné od roku 1994, původní římskokatolická kaple z roku 1866 zasvěcená svaté Anně. Kaple byla postavena michálkovickými občany za vydatné podpory tehdejšího závodního dolu Michael Vojtěcha Schmalze. Zakoupený zvon místními havíři byl zasvěcen jejich patronu svatému Prokopovi. Dne 28. listopadu 2010 byl před kaplí vztyčen pravoslavný kříž, který posvětil nejvyšší představitel Pravoslavné církve v Českých zemích a na Slovensku metropolita Kryštof.

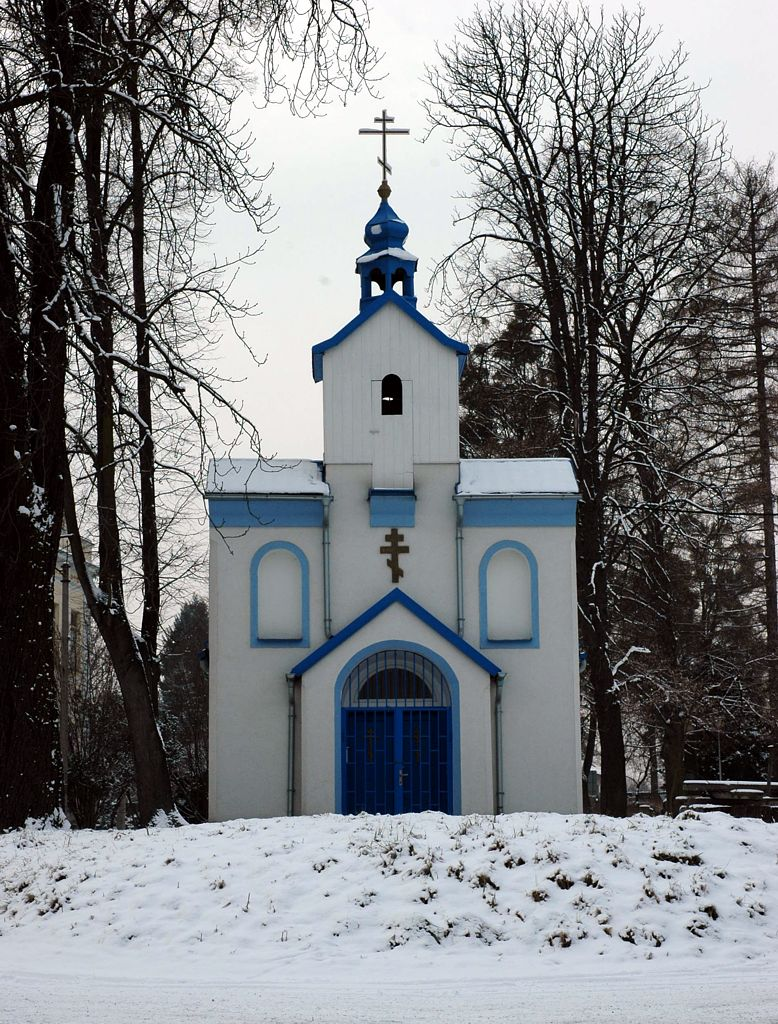
Pravoslavný chrám Narození přesvaté Bohorodice

Mezi kostely římskokatolické a pravoslavné církve na dnešní Sládečkově ulici je budova bývalé měšťanské školy z roku 1910.
Michálkovický hřbitov byl již v době svého vzniku charakteristický tím, že sloužil jako pohřebiště třem naprosto rozdílným církvím. Dodnes je patrné jeho rozdělení na římskokatolickou, evangelickou a židovskou část. Je zde i pomník obětem důlního neštěstí na jámě Michal z 2. října 1919.
Západní stranu uzavírají dva obytné domy postavené v šedesátých letech 20. století.
V prostoru mezi domy a točnou trolejbusu byl vybudován skatepark a pumptrack. Skatepark se rozkládá na ploše 281 m², pumpark má plochu 268 m².

## Galerie

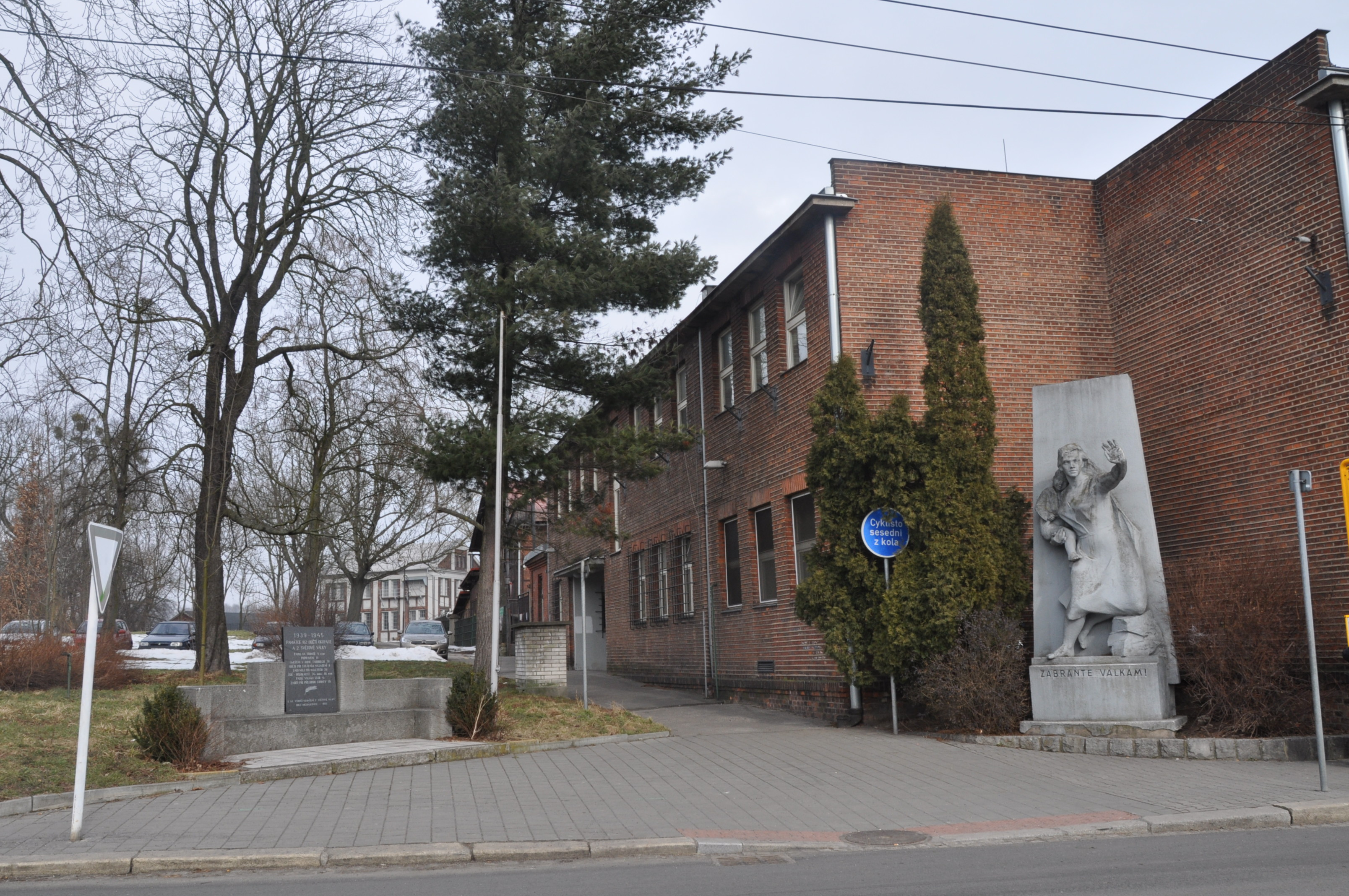
Sousoší Zabraňte válkám a památní deska obětem druhé světové války.
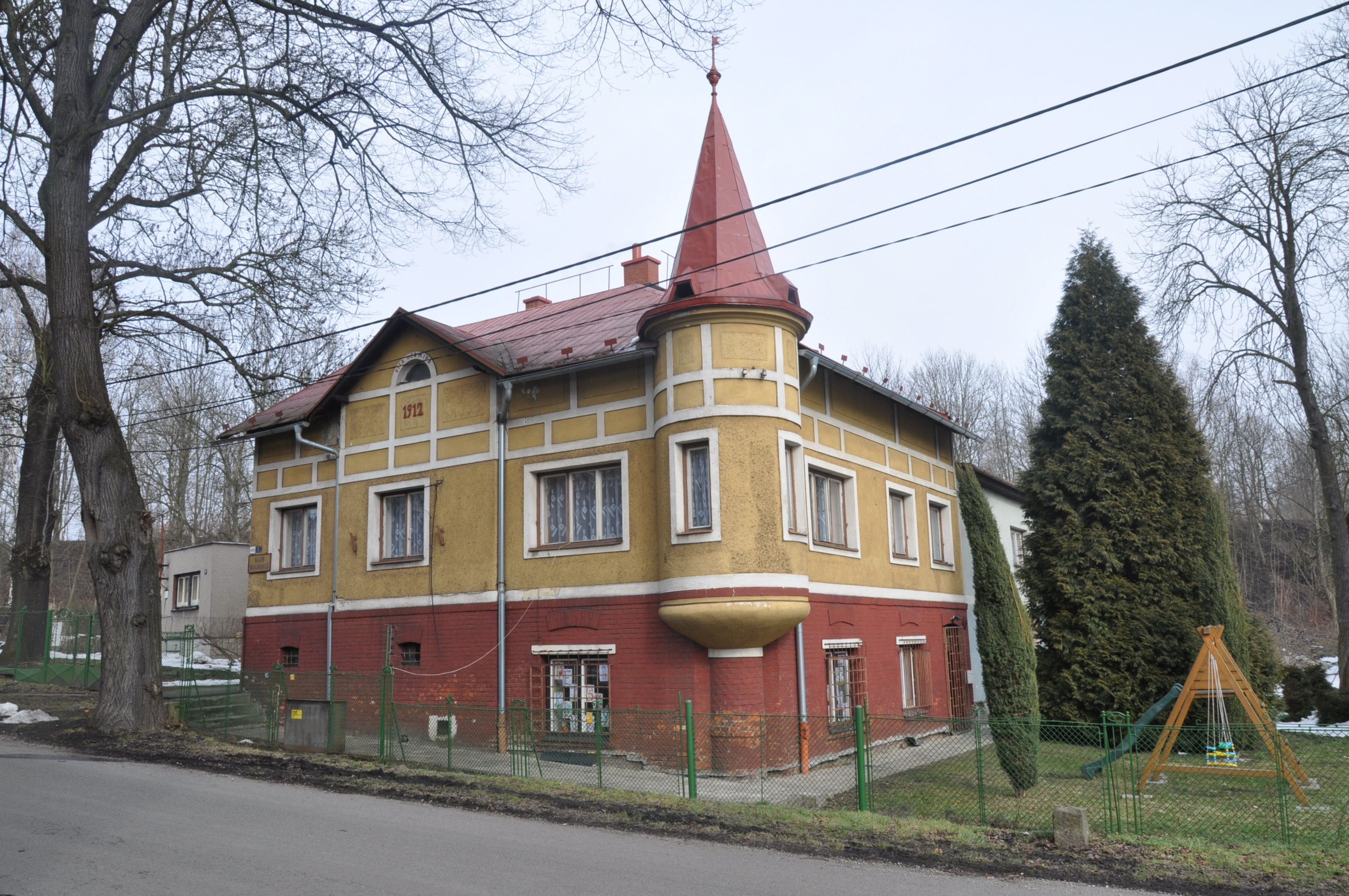
Vila Hermína.
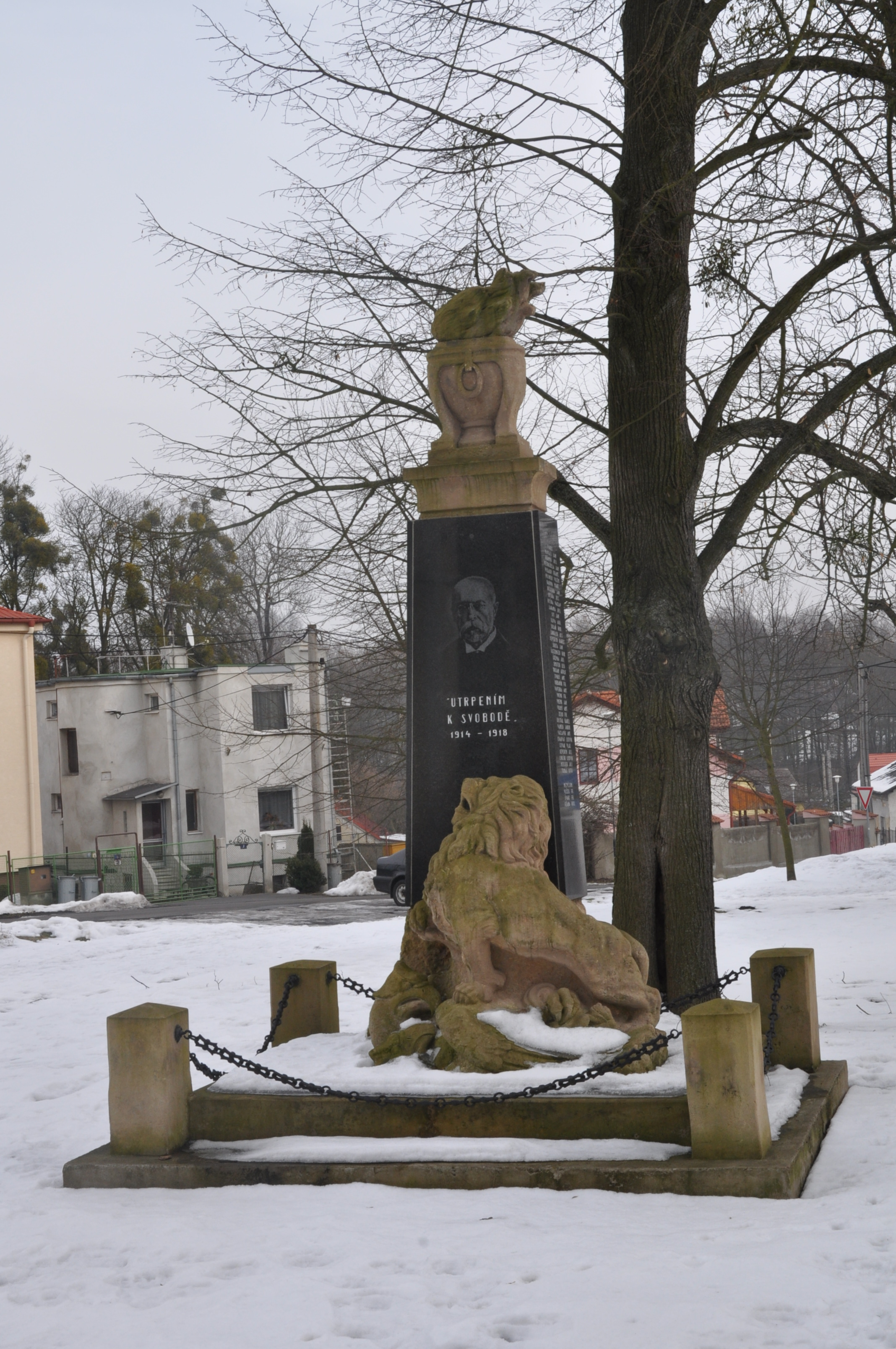
Pomník obětem první světové války.
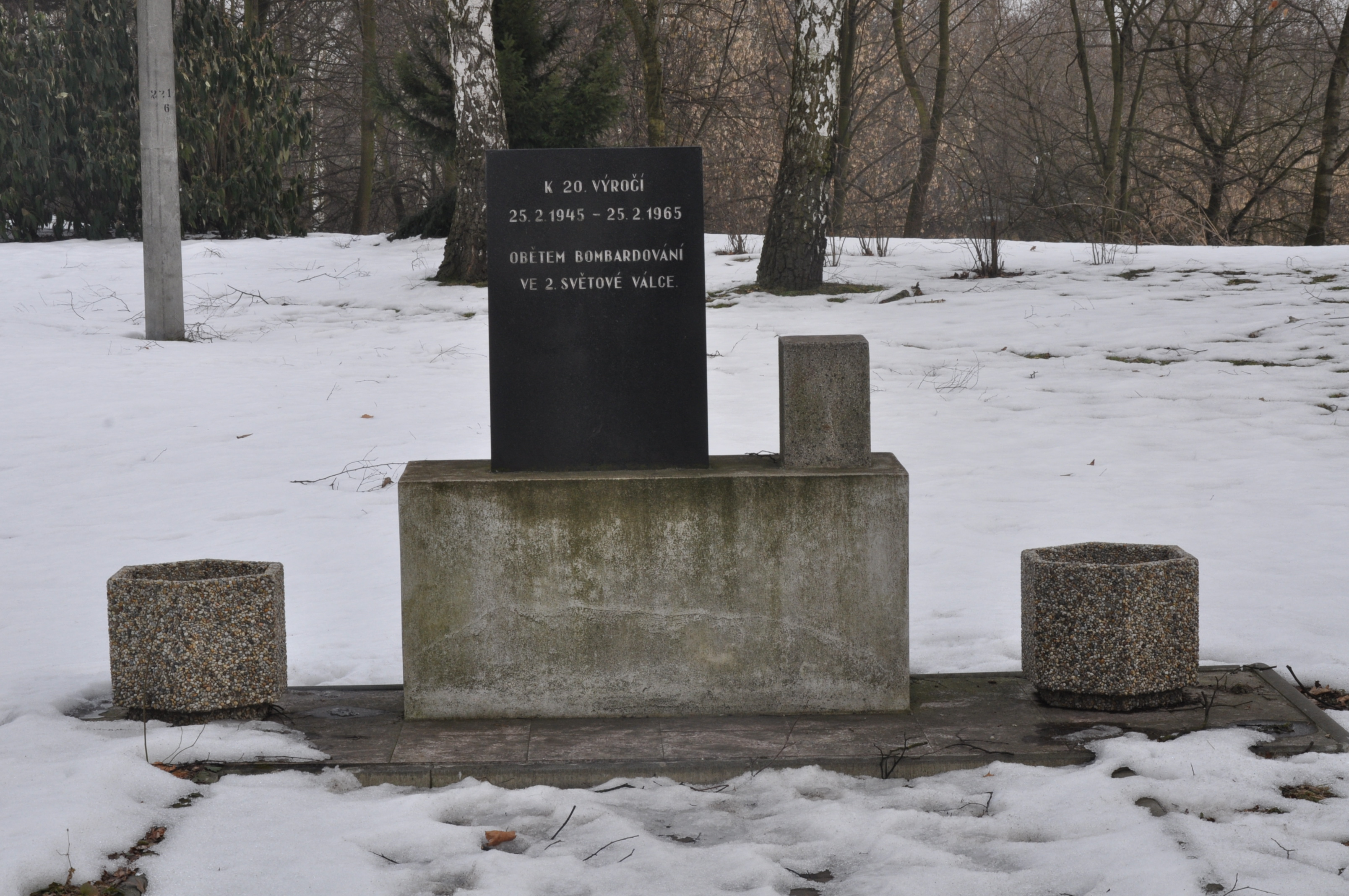
Památník obětem bombardování.
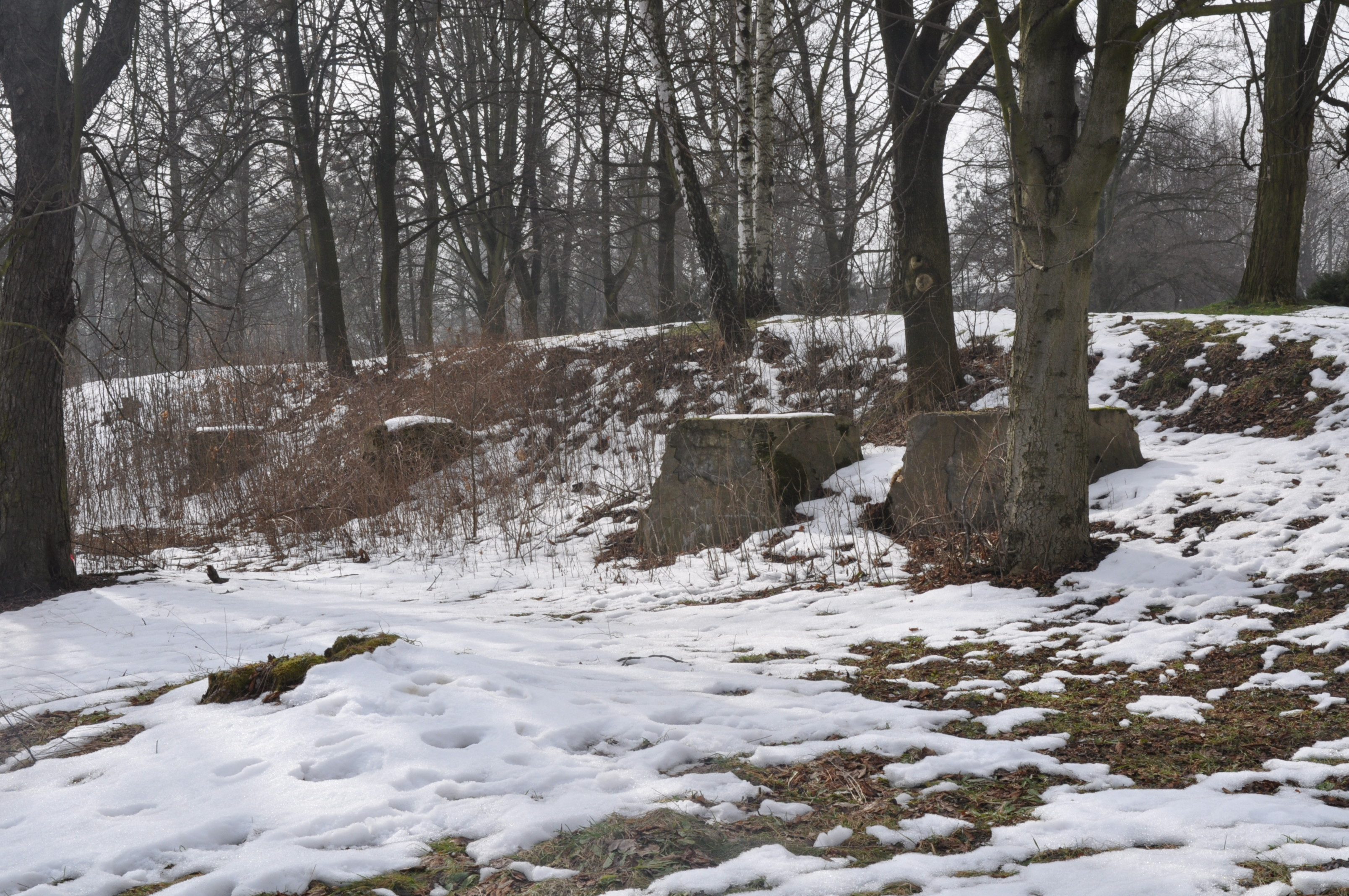
Hrana haldy a pozůstatky betonových patek stojek odvalového mostu.
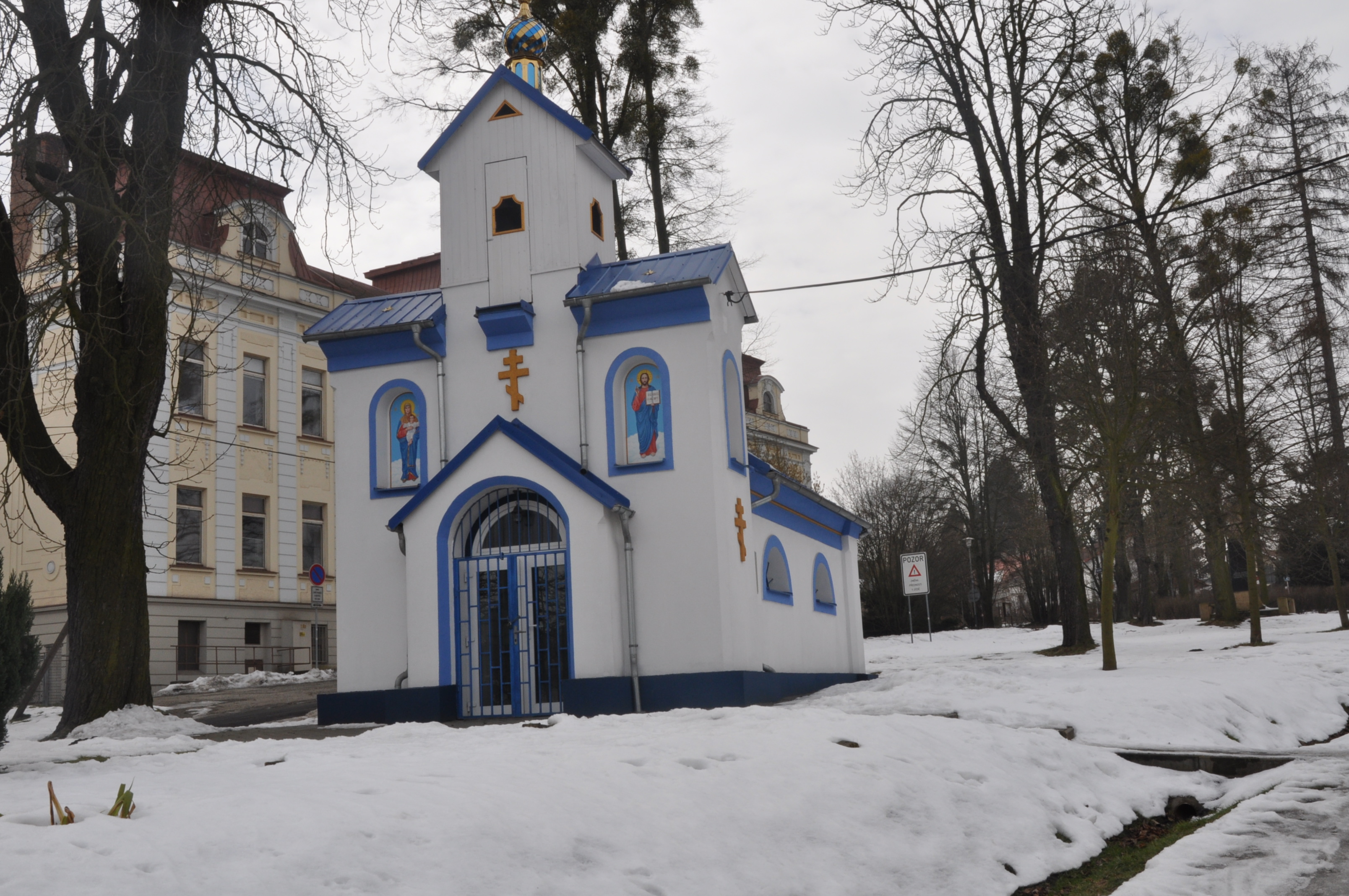
Pravoslavný chrám Přesvaté bohorodice.
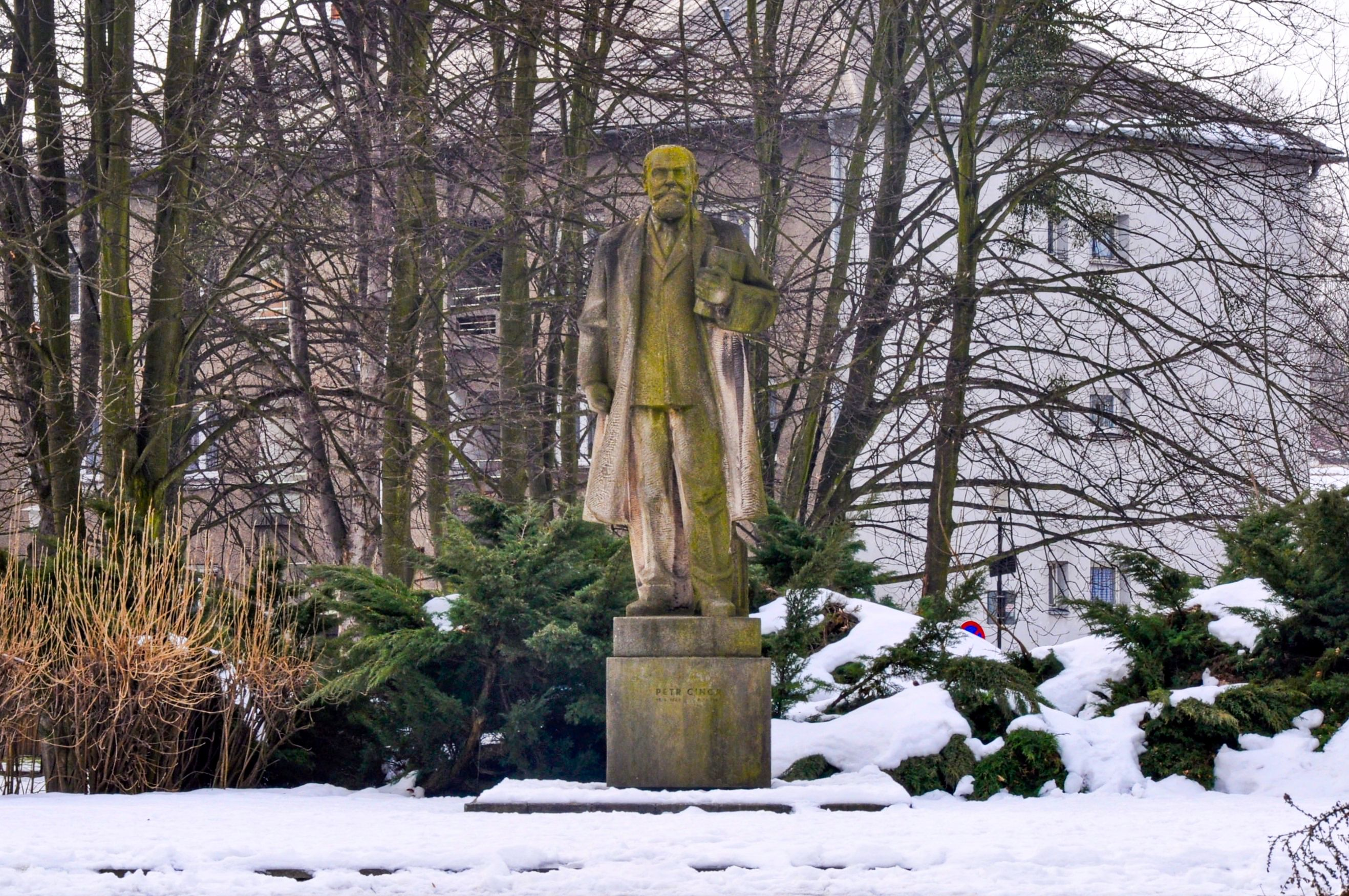
Socha Petra Cingra.
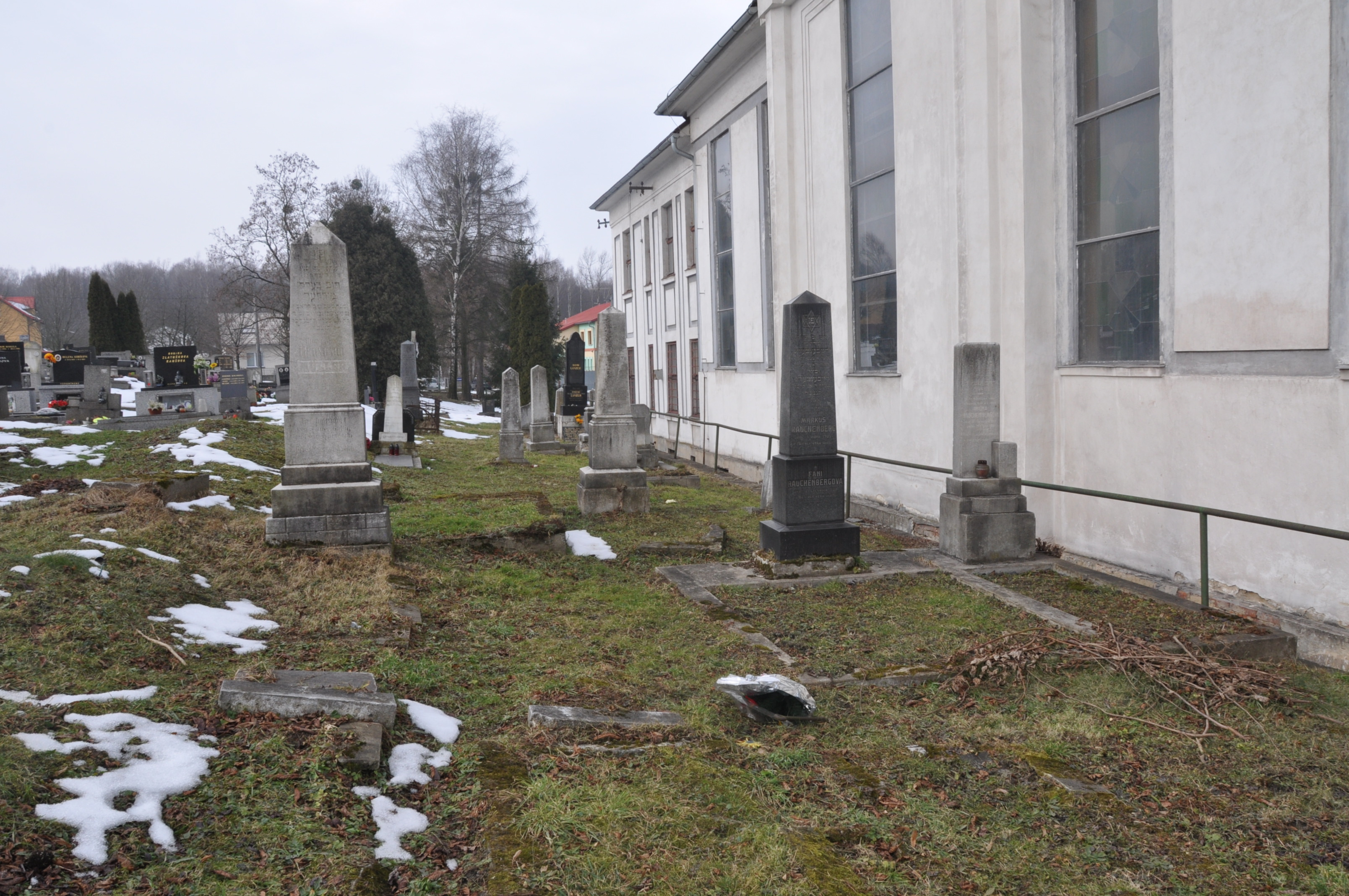
Hřbitov v Michálkovicích, část židovská za Husovým sborem.
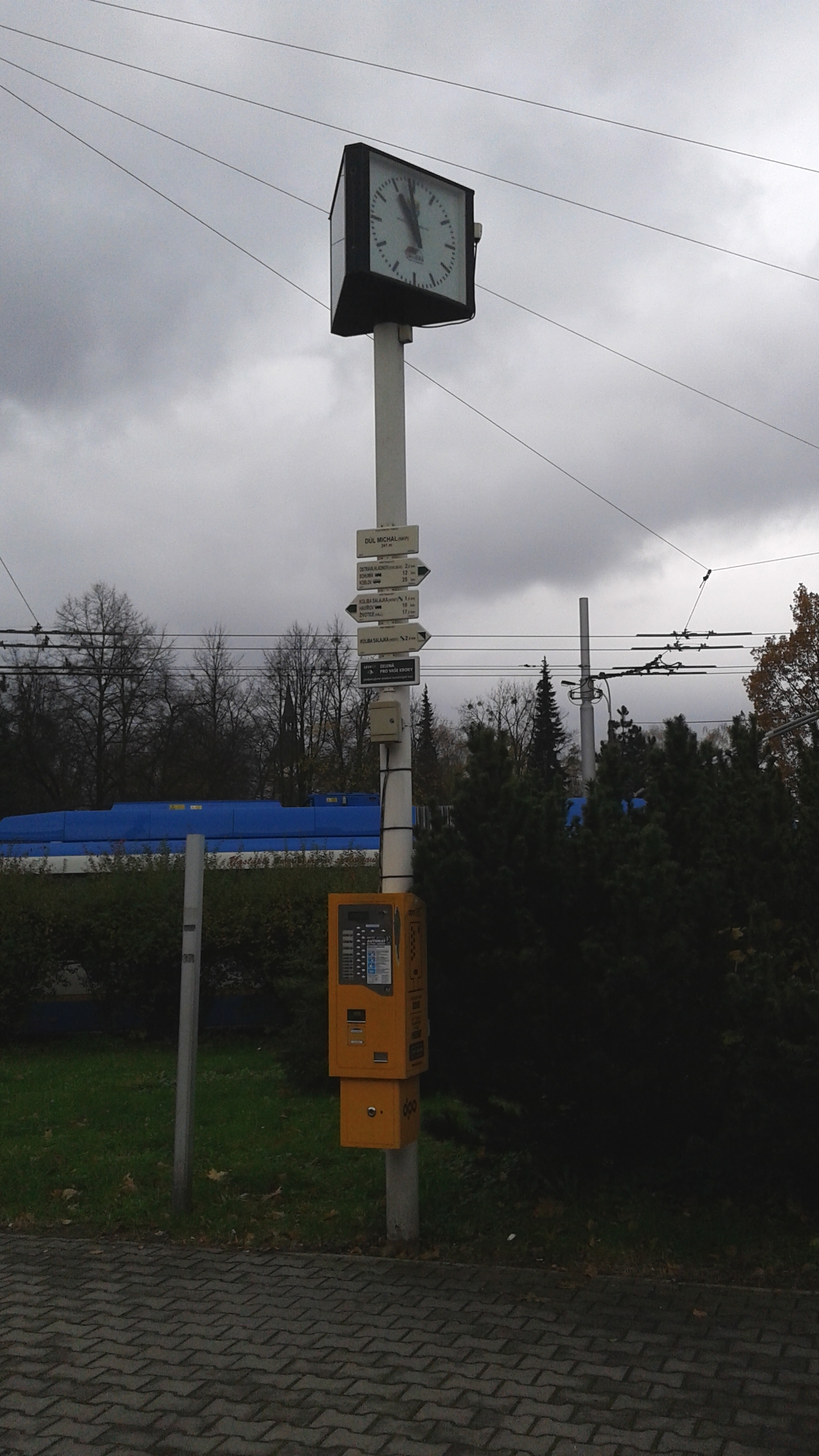
Turistický rozcestník nově vedené zelené trasy přes Michalské náměstí